# Howerde Sauberlich
Howerde Edwin Sauberlich (ur. 23 stycznia 1919 w Greenville, zm. 18 maja 2001) – amerykański dietetyk, jeden z odkrywców kwasu folinowego (leukoworyny).
Ukończył studia na wydziale biochemicznym Uniwersytetu Wisconsin w 1946 roku, a w 1948 roku obronił tamże pracę doktorską. Podczas pracy w tym uniwersytecie dokonał odkrycia leukoworyny (kwasu folinowego), nad którą dalsze prace prowadził w latach 1949–1957 w Auburn University. W okresie 1957–1960 był profesorem wizytującym w Iowa State University, Uniwersytecie Indonezyjskim oraz University of Kentucky. W 1960 roku objął kierownictwo laboratorium wojskowego w szpitalu w Denver w którym wraz z zespołem określił zapotrzebowanie ludzkiego organizmu na witaminę B6, a także brał udział w pracach nad wpływem promieniowania jonizującego na proteazy. W 1964 roku otrzymał Medal za Chwalebną Służbę (Department of the Army Meritorious Civilian Service Award) za prace nad wpływem promieniowania jonizującego na przechowywanie żywności. Na początku lat 70. został kierownikiem laboratorium technologii żywności w Letterman Army Institute of Research w San Francisco oraz wykładowcą na Uniwersytecie Kalifornijskim. W 1982 roku został profesorem w nowo utworzonym Wydziale Żywienia University of Alabama w Birmingham. W 1986 roku został wybrany członkiem rzeczywistym American Society for Nutrition. W ostatnich latach życia prowadził badania m.in. nad wpływem niedoboru mikroelementów na przebieg zespołu nabytego niedoboru odporności oraz wpływem niedoboru kwasu foliowego na proces karcynogenezy.
Howerde Sauberlich miał żonę Irene oraz dwójkę dzieci – córkę Melissę i syna Howerde. Pochowany został na Sheridan Cemetery w Farmington (Sec 3 Row I Lot 8 Gr 7).
Od 2003 roku przyznawana jest nagroda jego imienia przez University of Alabama (Howerde E. Sauberlich Award for Excellence in Research in nutrition sciences). 

## Odznaczenia i nagrody
Odznaczenia
- Department of the Army Meritorious Civilian Service Award (1964)

Nagrody American Society for Nutrition
- Mead Johnson Award (1952)
- Conrad Elvehjem Award for Public Service in Nutrition (2001)

## Ważniejsze prace
Howerde Sauberlich jest autorem ponad 300 publikacji z których najważniejsze to:
- BS. Schweigert, HE. Sauberlich, CA. Elvehjem. The free tryptophane content of human urine. „Science”. 102 (2646), s. 275-7, Sep 1945. DOI: 10.1126/science.102.2646.275. PMID: 17731401.
- BS. Schweigert, HE. Sauberlich. Dietary protein and the vitamin B6 content of mouse tissue. „J Biol Chem”. 165 (1), s. 187-96, Sep 1946. PMID: 21001200.
- HE. Sauberlich, CA. Baumann. The effect of dietary protein upon amino acid excretion by rats and mice. „J Biol Chem”. 166 (2), s. 417-28, Dec 1946. PMID: 20276151.
- HE. Sauberlich, EL. Pearce, CA. Baumann. Excretion of amino acids by rats and mice fed proteins of different biological values. „J Biol Chem”. 175 (1), s. 29-38, Aug 1948. PMID: 18873275.
- HE. Sauberlich, CA. Baumann. A factor required for the growth of Leuconostoc citrovorum.. „J Biol Chem”. 176 (1), s. 165-73, Oct 1948. PMID: 18886154.
- HE. Sauberlich. Comparative studies with the natural and synthetic citrovorum factor. „J Biol Chem”. 195 (1), s. 337-49, Mar 1952. PMID: 14938385.
- HE. Sauberlich. Human requirements for vitamin B6. „Vitam Horm”. 22, s. 807-23, 1964. PMID: 14284131.
- Howerde E. Sauberlich: Laboratory Tests for the Assessment of Nutritional Status. CRC Press, 1974, 1999, 2018. ISBN 978-1-351-43601-4. Brak numerów stron w książce